# كريس إدواردز (سياسي أمريكي)
كريس إدواردز (بالإنجليزية: Chris Edwards)‏ هو سياسي أمريكي، ولد في 1973 في روزبيرغ في الولايات المتحدة. حزبياً، نشط في الحزب الديمقراطي. وقد انتخب عضو مجلس ولاية أوريغون وانتخب عضو مجلس نواب أوريغون.